# Mestre João Pequeno
João Pereira dos Santos, conhecido como Mestre João Pequeno (Araci, 27 de dezembro de 1917 - Salvador, 9 de dezembro de 2011) foi um mestre de capoeira brasileiro.

## Biografia
Filho de Maria Clemença de Jesus, ceramista e descendente de índigenas, e de Maximiliano Pereira dos Santos, cuja profissão era vaqueiro na Fazenda Vargem do Canto na Região de Queimadas. 
Aos 15 anos, fugiu da seca a pé, indo até Alagoinhas, seguindo depois para Mata de São João, onde permaneceu dez anos, trabalhando na plantação de cana-de-açúcar como chamador de boi, então conheceu Juvêncio , que era ferreiro e capoeirista na Fazenda São Pedro, e foi aí que conheceu a capoeira. 
Aos 25 anos, mudou-se para Salvador, onde trabalhou como condutor (cobrador) de bondes, e na construção civil como servente de pedreiro, chegando a ser mestre de obras. Foi na construção civil que conheceu Cândido, que lhe apresentou o Mestre Barbosa, que era um carregador do Largo Dois de Julho. Mestre Barbosa dava os treinos, juntava um grupo de amigos, e nos finais de semana ia nas rodas de Mestre Cobrinha Verde no Chame-chame. 
Inscreveu-se no Centro Esportivo de Capoeira Angola, que era uma congregação de capoeiristas coordenada pelo Mestre Pastinha. Desde então, João Pereira passou a acompanhar o Mestre Pastinha que logo ofereceu-lhe o cargo de treinel, isso por meados de 1945. Algum tempo depois, João Pereira tornou-se então João Pequeno. 
No final da década de 1960, quando Pastinha não podia mais ensinar, passou a capoeira para João Pequeno, dizendo: “João, você toma conta disto, porque eu vou morrer mas morro somente o corpo, e em espírito eu vivo, enquanto houver Capoeira o meu nome não desaparecerá”.
Na academia do Mestre Pastinha, João Pequeno ensinou capoeira a todos os outros grandes capoeiristas que dali se originaram e mais tarde tornaram-se grandes Mestres, entre eles João Grande, que tornou-se seu grande parceiro de jogo, Morais e Curió. Foi aconselhado pelo Mestre Pastinha a trabalhar menos, e dedicar-se mais a capoeira. 
Embora pensasse que não passaria dos 50 anos, percebeu que viveria bem mais ao completar tal idade. 
Tendo que enfrentar a dureza da cidade grande, João Pequeno também foi feirante e carvoeiro, chegando a ser conhecido como João do Carvão. Residiu no Garcia, e num barraco próximo ao Dique do Tororó. 
Sua primeira esposa faleceu, mas um tempo depois conheceu Dona Mãezinha no Pelourinho, nos tempos de ouro da academia de seu Pastinha, e constituíram família. Com muito esforço construíram uma casa em fazenda Coutos, lá no subúrbio, bem longe do Centro, onde foram morar e receber visitas de capoeiristas de várias partes do mundo. 
Para João Pequeno o capoeirista deve ser uma pessoa educada "uma boa árvore para dar bons frutos". Para quem a capoeira é muito boa não só para o corpo, que se mantém flexível e jovem, mas também para desenvolver a mente, e até mesmo servir como terapia, além de ser usada de várias formas, trabalhada como a terra, pode-se até tirar o alimento dela. João Pequeno vê a capoeira como um processo de desenvolvimento do indivíduo, uma luta criada pelo fraco para enfrentar o forte, mas também uma dança, "na qual ninguém deve machucar o respectivo par". Ele defende a ideia que o bom capoeirista sabe parar o pé para não machucar o adversário.
Algum tempo após a morte do mestre Pastinha, em 1981, o mestre João Pequeno reabre o Centro Esportivo de Capoeira Angola (CECA), no Forte Santo Antônio Além do Carmo (1982), onde constitui a nova base de resistência, onde a Capoeira Angola despontaria para o mundo. Embora encontrando várias dificuldades para manutenção de sua academia, conseguiu formar alguns mestres e um vasto número de discípulos.
Na década de 1990 houve várias tentativas por parte do governo do estado em desocupar o Forte Santo Antônio, para fins de reforma e modificação do uso do forte, paradoxalmente, em um período também em que foi amplamente homenageado, recebendo o título de cidadão da cidade de Salvador pela Câmara Municipal de Vereadores, Doutor Honoris Causa pela Universidade de Uberlândia, e Comendador de Cultura da República pelo Presidente Luiz Inácio Lula da Silva. 
A festa anual comemorativa de seu aniversário é um evento espontâneo da capoeira, onde se realiza uma grande roda, com a participação de vários mestres e membros da comunidade capoerana. Além de ser de impressionar a todos que tem a oportunidade de vê-lo jogar , com a sua excelentíssima capoeira e mandigagem, João Pequeno destaca-se como educador na capoeira, uma autoridade maior na capoeiragem de seu tempo, um referencial de luta e de vida em defesa da nobre arte afrodescendente.
Em 1970, Mestre Pastinha assim se manifestou sobre ele e seu companheiro João Grande: "Eles serão os grandes capoeiras do futuro, e para isso trabalhei e lutei com eles e por eles. Serão mestres mesmo, não professores de improviso, como existem por aí, e que só servem para destruir nossa tradição, que é tão bela. A esses rapazes ensinei tudo o que sei, até mesmo o pulo do gato".
Mestre João pequeno Pequeno aparece cantando aos 37min e 57s no documentário nego bom de pulo.